# Air Miles
Air Miles est un programme de fidélisation permettant à ses adhérents d'accumuler des points chez des commerçants participants et de les échanger contre des voyages aériens, des primes offertes dans un catalogue ou des remises sur achat. Il est présent au Royaume-Uni, au Moyen-Orient (Émirats arabes unis, Qatar et Bahrein), au Canada, en Espagne et aux Pays-Bas. Chaque pays opère séparément le programme, mais le nom est commun.

## Canada
Air Miles est présent au Canada depuis 1992. Ses partenaires sont, parmi d'autres, Safeway, IGA, Jean Coutu, Bureau en Gros et Shell. Les cartes de crédit avec remise de milles Air Miles sont offerts seulement par la Banque de Montréal.
LCBO a mis fin à sa relation avec Air Miles le 31 mars 2021.  Auparavant, Lowe’s Canada (qui détient Rona et Réno-Dépôt) avait mis fin au partenariat avec Air Miles le 1 février 2021.  
Air Miles a divulgué sa nouvelle image de marque le 04 octobre 2021. 
Le programme de fidélisation Air Miles a perdu des partenaires importants lors de l’année 2022. En effet, Rona, IGA et les pharmacies Jean Coutu sont maintenant indépendants d’Air Miles pour lancer leurs propres programmes de fidélisation. En mars 2023, le service d'information Bloomberg Law annonce que la firme Loyalty Ventures, qui gère le programme Air Miles au Canada, est sur le point de déclarer faillite.
Le 12 juillet 2023, le magasin Dollarama annonce un partenariat avec Air Miles.

## Espagne
Le programme Travel Club est opéré par Air Miles España, S.A. Il a été fondé en 1996.